# 馬蒂克斯科納 (印第安納州)
馬蒂克斯科納（英語：Mattix Corner）是位於美國印第安納州克林頓縣的一個非建制地區。該地的面積和人口皆未知。

## 地理
馬蒂克斯科納的座標為40°20′39″N 86°34′01″W / 40.34417°N 86.56694°W，而該地的平均海拔高度為249米（即817英尺）。